# 懈怠 (法学)
懈怠（かいたい）とは、法律において実施すべき行為を行わずに放置することを指す。権利を行使しないことを指す場合と、義務を履行しないことを指す場合がある。仏教用語の懈怠と同様に「けたい」と読む場合もある。

## 権利の行使の懈怠

### 英米法における懈怠 (laches) の法理
英米法の準則である衡平法においては、自らの権利を行使しようとせず、「権利の上にあぐらをかく」ことで適切な時期に権利を行使しなかった者については救済しないという法理 （doctrine of laches）が適用される。
懈怠は、形態としては、遅延行為に対する禁反言 (estoppel) にあたる。
例えば、被害額が増加していることがわかっているにもかかわらず、それとともに賠償金額が増える可能性を知りながら賠償請求を遅らせるような行為は、賠償請求しないような意思表示を事前にしておきながら意図的に後になって請求する旨を表明したとみなされ、被害者であっても公正では無い行為をとったため救済されないと解される。

### 日本における懈怠の法理
懈怠の法理は、日本法においても考慮され、民法や民事訴訟法などにおいて以下のような法文として見ることができる。
- 民法1条（基本原則）

1. 私権は、公共の福祉に適合しなければならない。
2. 権利の行使及び義務の履行は、信義に従い誠実に行わなければならない。
3. 権利の濫用は、これを許さない。

- 民事訴訟法2条（裁判所及び当事者の責務）

1. 裁判所は、民事訴訟が公正かつ迅速に行われるように努め、当事者は、信義に従い誠実に民事訴訟を追行しなければならない。

これらの法に基づき当事者は自らの権利行使を公正に行うことが求められ、その一形態として適切な期間内に訴訟などの権利行使を実行することが求められる。

## 義務の履行の懈怠
義務の履行の懈怠（英: failure）に対しては、さまざまな法的責任（民事責任、行政責任、刑事責任）が発生するものとされることが多い。以下はその一例である。

### 会社法
- 任務懈怠責任（会社法423条1項）
責任の一部免除（会社法425条）
取締役等による免除に関する定款の定め（会社法426条）
責任限定契約（会社法427条）
- 登記義務の懈怠の罰（会社法976条1項）

など

### 刑法
- 業務上失火等の注意懈怠（刑法117条の2）
- 過失建造物等浸害の注意懈怠（刑法122条）

### 道路交通法
- 運転者の注意懈怠（道路交通法106条）

### 消防法
- 危険物の漏出等による火災の注意懈怠（消防法39条の3）

### 医師法
- 試験問題や採点における注意懈怠（医師法33条）[3]

### 建築士法
- 登録事項変更の届出懈怠（建築士法23条の5）

### 郵便法
- 重大な過失による郵便物遺失の注意懈怠（郵便法79条）

### 民間事業者による信書の送達に関する法律
- 重大な過失による信書便物遺失の注意懈怠（民間事業者による信書の送達に関する法律49条）

### 人の健康に係る公害犯罪の処罰に関する法律
- 有害物質排出の注意懈怠（人の健康に係る公害犯罪の処罰に関する法律3条）

### 日米相互防衛援助協定等に伴う秘密保護法
- 特別防衛秘密取り扱いの注意懈怠（日米相互防衛援助協定等に伴う秘密保護法4条）